# Bleeding edge
Bleeding edge (anglicky doslova krvácející hrana) je označení pro druh technologií natolik nových a riskantních, že se spolu s jejich přijetím těm, kteří je budou chtít implementovat, může pojit riziko nespolehlivosti, vysokých výdajů a ztrát. Označení je slovní hříčkou k termínu leading edge.
Technologie označované jako bleeding edge bývají zatím nedostatečně zdokumentované a otestované, mohou být bezprecedentní „šedou zónou“ v právním systému nebo na poli etiky, nemusí pro ně být vytvořený společenský konsenzus a nebo dané odvětví není ještě připravené, schopné či ochotné se změnit (resp. změna na tuto technologii by vyžadovala přechodné období příliš velké nestability).
Některé z těchto technologií zůstávají neuplatněny, jiné jsou nakonec společností osvojeny a dostanou se do „středního proudu“.